# Liste der Naturdenkmale in Hayingen
| Naturdenkmale | Anzahl |
| ------------- | ------ |
| FND           | 1      |
| END           | 14     |
| Gesamt        | 15     |

Die Liste der Naturdenkmale in Hayingen nennt die verordneten Naturdenkmale (ND) der im baden-württembergischen Landkreis Reutlingen liegenden Stadt Hayingen. In Hayingen gibt es insgesamt 15 als Naturdenkmal geschützte Objekte, davon 1 flächenhaftes Naturdenkmal (FND) und 14 Einzelgebilde-Naturdenkmale (END).
Stand: 31. Oktober 2016.

## Flächenhafte Naturdenkmale (FND)
| Name                     | Bild | Kennung     | Einzelheiten | Position | Fläche Hektar | Datum         |
| ------------------------ | ---- | ----------- | ------------ | -------- | ------------- | ------------- |
| Heiderest Wilzinger Weg  | BW   | 84150340027 | Hayingen     | ⊙        | 0,3           | 22. März 2016 |
| Legende für Naturdenkmal |      |             |              |          |               |               |

## Einzelgebilde (END)
| Name                              | Bild      | Kennung     | Einzelheiten | Position | Fläche Hektar | Datum         |
| --------------------------------- | --------- | ----------- | ------------ | -------- | ------------- | ------------- |
| Buchen am Eichbühl                | BW        | 84150340038 | Hayingen     | ⊙        | 0,0           | 22. März 2016 |
| Buchengruppe am Bildstöckle       | BW        | 84150340032 | Hayingen     | ⊙        | 0,0           | 22. März 2016 |
| Eiche bei Münzdorf                | BW        | 84150340039 | Hayingen     | ⊙        | 0,0           | 22. März 2016 |
| Holzbirnbaum an der Schmidshalde  | BW        | 84150340031 | Hayingen     | ⊙        | 0,0           | 22. März 2016 |
| Holzbirne beim Lauterdörfle       | BW        | 84150340033 | Hayingen     | ⊙        | 0,0           | 22. März 2016 |
| Holzbirnen Rauhe Äcker            | BW        | 84150340034 | Hayingen     | ⊙        | 0,0           | 22. März 2016 |
| Kreuzdorn bei Münzdorf            | BW        | 84150340040 | Hayingen     | ⊙        | 0,0           | 22. März 2016 |
| Linde am Leihenberg               | ND rechts | 84150340029 | Hayingen     | ⊙        | 0,0           | 22. März 2016 |
| Linde und Birne am Wendelinskreuz |           | 84150340030 | Hayingen     | ⊙        | 0,0           | 22. März 2016 |
| Linden am Käppisbühl              | BW        | 84150340035 | Hayingen     | ⊙        | 0,0           | 22. März 2016 |
| Linden an der Färberskapelle      |           | 84150340028 | Hayingen     | ⊙        | 0,0           | 22. März 2016 |
| Steigbuchen                       | BW        | 84150340037 | Hayingen     | ⊙        | 0,0           | 22. März 2016 |
| Wimsener Höhle                    |           | 84150340011 | Hayingen     | ⊙        | 0,0           | 19. Dez. 1979 |
| Winterlinden am Egentalkreuz      | BW        | 84150340036 | Hayingen     | ⊙        | 0,0           | 22. März 2016 |
| Legende für Naturdenkmal          |           |             |              |          |               |               |